# Schmid Rezső
Schmid Rezső (Munkács, 1904. január 10. – Budapest,  Ferencváros, 1943. október 2.) vegyészmérnök, közgazdaságimérnök, fizikus, a magyar spektroszkópiai kutatások egyik megalapítója és úttörője.

## Pályafutása
Schmid Emil és Herz Blanka fiaként született. Tanulmányait a budapesti műegyetemen végezte, ahol előbb 1926-ban vegyészmérnöki oklevelet, majd 1927-ben bölcsészdoktorátust szerzett. Adjunktusként működött az intézmény gépész- és vegyészmérnöki karán Pogány Béla mellett. 1932-ben ösztöndíjjal került a chicagói egyetemre, ahol Millikan vezetésével végezte kísérleti spektroszkópiai vizsgálatait 1933-tól a tudományegyetem magántanára volt. Az ő nevét viseli az Eötvös Loránd Fizikai Társulat fiatal fizikusok számára 1950-ben alapított Schmid Rezső-díj. A Physical Society of London tagja volt, publikációit a Zeitschrift für Physik közölte. Halálát járványos gerinc- és agybénulás okozta. Felesége Erdős Lídia volt.

## Forrás
- Magyar életrajzi lexikon